# Succubus

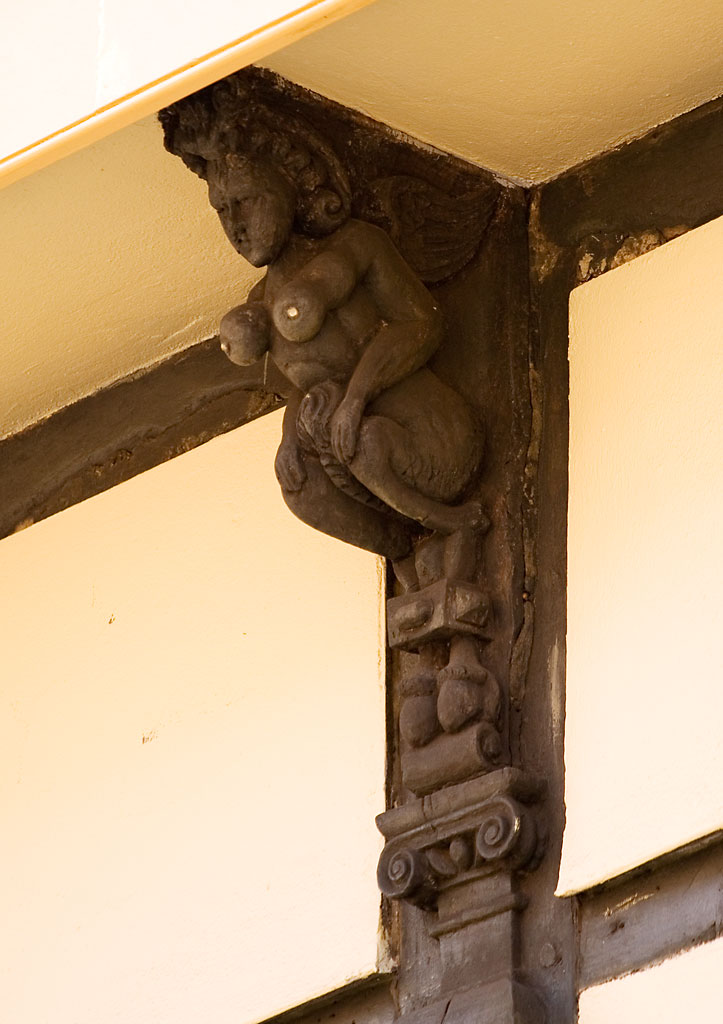
XVI. századi succubust ábrázoló szobor, Cambridge.

Az succubus (szukkubusz) egy nőnemű démon, aki a legendák és mítoszok szerint elcsábítja és szexuális aktusra próbálja rábírni az alvó férfiakat. Hímnemű változata az incubus. A hagyományos társadalmakban az inkubuszokról és szukkubuszokról szóló buja történeteket meséltek évszázadokon keresztül. Némely hagyomány úgy tartja, hogy a velük való ismételt szexuális aktus az egészség, az elmeállapot megromlását, vagy akár halált okozhat.

## Etimológiai meghatározás
A succubus szó a késői latin succuba, ""succubare" (aláfekszik) szavakból ered, egyben utal a természetfölötti lény és az alvó pozitúrájára is. A "succubus" szó a XIV. századból ered.

## A hagyományban
A zsidók misztikus írásában, a Zóhárban és a középkori Alphabetum Siracidis (ben Sirach ábécéje) rabbinikus szövegben Lilit volt Ádám első felesége, aki később szukkubusszá vált. Lilit elhagyta Ádámot és megtagadta, hogy visszatérjen az Édenkertbe, miután párosodott Samael arkangyallal. A zoharisztikus Kabbalában négy szukkubusz párosodott Samael arkangyallal. Eredetileg négy démoni nő létezett: Lilit, Eisheth(en), Agrat bat Mahlat(en) és Naamah(en). A szukkubusz felveheti egy gyönyörű fiatal nő alakját (R. Guiley, p. 95; R. Golden, p. 547), de közelebbről megvizsgálva felfedezhetők teste csúf torzulásai, mint például: madárszerű karmok vagy kígyófarok. A népi folklór olyannak írja le a szukkubusszal történő szexuális aktust, mintha egy jégbarlangba hatolna be valaki, továbbá egyes feljegyzések arról is szólnak, hogy a szukkubusz orális közösülésre kényszerítette a férfit, melynek során a szukkubusz szeméremajkaiból vizelet és más folyadék csurgott. A későbbi néphagyományban a szukkubusz szirén alakját öltötte.
A történelem során papok és rabbik (pl. Hanina Ben Dosa és Abaye) próbálták megfékezni a szukkubuszok hatalmát az emberek felett. Nem minden szukkubusz volt azonban rosszindulatú. Walter Map(en) De Nugis Curialium (Udvaroncok kicsinyes dolgai) középkori szatírája szerint II. Szilveszter pápa (999–1003) egy Meridiana nevű szukkubusszal állt kapcsolatban, aki segített neki magas rangot elérni a Római katolikus egyházban. Halála előtt megvallotta bűneit és vezekelve hunyt el.

## Szaporodóképesség
A Kabbala és Salamon ben Aderet középkori zsidó hittudós szerint Liliten kívül a többi három női démon és démoni seregeik életet adtak gyermekeknek. Más mondák szerint Lilit gyermekeit Lilin-eknek hívták.
A Heinrich Kramer inkvizítor által 1486-ban írt Malleus maleficarum (Boszorkánypöröly) szerint a szukkubusz ondót gyűjt az elcsábított férfiaktól. Az inkubuszok, vagy hímnemű démonok az ondót nők megtermékenyítésére használják, mely magyarázatot ad arra, hogy hogyan tudnak látszólag a démonok gyermekeket nemzeni, szemben a régi hiedelemmel, mely nem tartotta lehetségesnek a szaporodásukat. Azt mondták akkoriban, hogy az ilyen módon nemzett gyermekek (a cambionok(en)) a torzszülöttek, illetve azok, akik érzékenyek a természetfeletti hatásokra. Noha a könyv nem magyarázza meg, hogy egy férfiemberből származó ondó, miért nem tud a megszokott módon megtermékenyíteni egy nőt és utódot nemzeni, magyarázat lehet az, hogy az ondót átalakítják, mielőtt átvitelre kerül a női gazdatestbe. Némely tan azonban úgy tartja, hogy a gyermek azért lesz torzszülött, mert természetellenes volt a fogantatás.
I. Jakab angol király Daemonologie című értekezésében cáfolja az angyali lények szaporodóképességét, és ehelyett azt ajánlja, hogy az ördög kétféle módon ejthet teherbe egy nőt: az első, hogy spermát lop egy halott emberből és azt egy nőbe juttatja. Ha a démon nem tudta gyorsan megszerezni az ondót, és nem tudta azt rögtön átvinni egy azt befogadó női testbe, akkor az terméketlenné vált. Az így megbecstelenített és teherbe esett nőt egy apácazárdában, ha ez kiderült róla, akkor elégették. A második mód az az elképzelés volt, hogy egy démon birtokba tud venni egy halott testet, mely így "feltámad" és szexuális kapcsolatba tud lépni másokkal. Ez hasonlít visszajáró kísértetek vagy vámpírok leírásához és ahhoz, amikor egy szellem elfoglal egy halott testet, hogy azzal bajt okozzon.

## Tudományos magyarázatok
Az áldozatok vagy ábrándokat vagy alvási bénulást élnek át. Az alvási bénulás jelensége megalapozott. Az alvás negyedik fázisában (REM-alvásnak is hívják) az agy motoros központjai gátolva vannak és ez cselekvésképtelenséget (paralízist) eredményez. Ennek oka lényegében ismeretlen, de a legáltalánosabb magyarázat az, hogy ez megakadályozza azt, hogy álmában cselekedjen. Ennek hibás működése eredményezheti az alvajárást (szomnambolizmus), vagy fordítva, az alvási paralízist, ahol felébredés után egy rövid ideig részben vagy egészen mozgásképtelen valaki.
Az alvási paralízishez tartozik még a hipnagógia. Álomközeli állapotban gyakoriak a hangi- és képi hallucinációk, melyek legtöbbször ébredéskor, vagy nem sokkal utána elfelejtődnek, az álmokhoz hasonlóan. Mindazonáltal a legtöbb ember az élete egyes pontjain emlékszik a hallott hang- vagy a látott képjelenségekre alvásközeli állapotokban. Jellegzetes példák a fulladás, vagy összezúzódás érzései, elektromos "bizsergés" vagy "rezgés", elképzelt beszéd vagy más zajok, egy látható vagy láthatatlan lény elképzelt jelenléte és néha intenzív félelemérzések vagy eufória és orgazmus-élmények. Ezek gyakran tűnnek valóságosnak és élőnek, különösen a zenei hang-hallucinációk, melyek egészen hangosak is lehetnek, megkülönböztethetetlenek egy a szobában lejátszott zenétől. Ember- és állatalakok, gyakran elmosódottan vagy bizonytalanul vannak jelen a hipnagógiás hallucinációkban, jobban mint másfajta hallucinációk során. Ez ősi ösztön maradványa lehet, mely a ragadozó állatok érzékelését segítette.
Az alvási bénulás és a hipnagógiás hallucináció könnyen eredményezheti egyeseknél, hogy azt képzelik, "egy démon fogja le őket". Az éjszakai nemi izgalmat ki lehet magyarázni teremtmények bűnt okozó viselkedésével. A gyakori éjszakai nemi izgalom jelensége és az éjszakai magömlés, továbbá a fentebb említett összes elem kell ahhoz, hogy valaki azt higgye, inkubusz van jelen.
Az orvostudomány területén tartja magát az a vélekedés, hogy a szukkubuszokkal való találkozások hasonlóságot mutatnak a földönkívüliek által elkövetett emberrablások jelenkori jelenségével, melyet az alvási paralízis egy körülményének tulajdonítanak. Tehát a szukkubuszokkal való régi találkozások meglehetősen hasonlítanak az alvási paralízishez, azzal, hogy az elbeszélt teremtmények hallucinációi az adott kor kultúrájából fakadnak.

## Lásd még
- Bákász, a magyar folklór gyerekeket ijesztgető réme
- Mumus, a magyar folklór gyerekeket ijesztgető réme
- Lidérc, a magyar mitológia démona
- Kísértet, halott személy megnyilvánulása
- Ördög, a magyar mitológia alvilági lénye
- Krampusz, Mikulás gonoszkodó kísérője
- Alp (démon)(en), a német folklór démona
- Gancanagh(en), nőket elcsábító ír férfi tündér
- Lilit, sumér/akkád női démon
- Démonológia
- Démon
- Alvászavar